# Le Salaire de la peur
Ne doit pas être confondu avec Le Salaire de la peur (film, 2024).
Pour plus de détails, voir Fiche technique et Distribution.
Le Salaire de la peur est un film franco-italien d'Henri-Georges Clouzot, sorti en 1953. C'est l'adaptation du roman du même nom de Georges Arnaud (1949).
Avec, dans les rôles principaux, les acteurs Yves Montand, Charles Vanel, Folco Lulli et Peter van Eyck, le film raconte l'aventure périlleuse de quatre chauffeurs de camion devant convoyer un chargement dangereux et hautement instable de nitroglycérine afin d'éteindre l'incendie d'un puits de pétrole.
Le Salaire de la peur est le seul film de l'histoire du cinéma à avoir remporté la même année la Palme d'or (alors appelée Grand Prix international) du Festival de Cannes (Charles Vanel y reçoit également le prix d'interprétation masculine) et l'Ours d'or au Festival de Berlin. Il est aussi récompensé du BAFTA du meilleur film lors de la cérémonie de 1955. Le film bénéficie aussi d'un bon accueil de la part de la critique et du public, avec près de sept millions de spectateurs en salles en France.

## Synopsis
1952. Après diverses péripéties, un groupe d'Européens déracinés a échoué à Las Piedras, une bourgade d'Amérique centrale isolée dans le désert (toutefois pourvue d'un aérodrome) et écrasée de chaleur, où règnent corruption, misère et ennui. Au même moment, un incendie ravage un puits de pétrole à 500 km de là, celui-ci étant l'unique source locale de richesses.
Bill O'Brien, le gérant de la compagnie américaine exploitant le puits, la SOC (Southern Oil Company) dont le siège se trouve à Las Piedras, décide de faire transporter jusqu'au lieu du sinistre quatre cents kilogrammes de nitroglycérine liquide en barils, dont l'explosion doit éteindre le brasier. Un convoi de deux camions est organisé, O'Brien devant trouver des chauffeurs aguerris pour conduire les véhicules. La somme promise en cas de succès (deux mille dollars par personne) offre une chance inespérée aux aventuriers de la ville de refaire leur vie loin de cet endroit sans avenir autre que la faim.
À l'issue d'un examen de conduite, quatre hommes parmi les Européens de Las Piedras sont engagés pour faire équipe en duo : Mario et Smerloff, ainsi que Luigi et Bimba. Mario est un séducteur désœuvré d'origine corse qui flirte sans conviction avec la fragile Linda, une serveuse de bar éprise de lui. Luigi est un brave cimentier calabrais aux poumons rongés par la silicose ; Bimba est un Juif néerlandais taciturne, distingué mais résolu.
À ces quatre hommes se rajoute Jo, un caïd corse sur le retour, tout juste débarqué de Paris d'où il a échappé in extremis à la police. Non retenu pour le voyage, Jo a été exclu d'emblée par O'Brien qui le trouve trop âgé, bien que les deux hommes se connaissent pour avoir, jadis, trempé ensemble dans des affaires louches. Mais au dernier moment, Jo remplace le quatrième chauffeur, Smerloff, alors mystérieusement absent.
Le convoi part au petit matin. La tâche est périlleuse : les deux camions fournis ne sont pas adaptés au transport d'une matière hautement explosive sur une chaussée aussi médiocre. Les épreuves se succèdent : la route, une piste sommaire que le vent a ridée en « tôle ondulée » ; un ponton trop fragile pour les manœuvres de poids lourd, et enfin un gros rocher bloquant le passage, que Bimba réussit à pulvériser avec quelques gouttes de nitroglycérine.
Tout d'abord cynique et bravache, Jo perd peu à peu son sang-froid et refuse même de poursuivre la mission : il affirme être « payé pour avoir peur ». Sa lâcheté lui attire le mépris, la colère et même la haine de Mario.
Au tiers du parcours, le camion Dodge de Luigi et Bimba (qui était en première position) explose au cours d'un choc et pulvérise les deux hommes. Mario et Jo constatent ensuite qu'un pipeline, sectionné par l'explosion, déverse son pétrole dans une cavité qui barre la route.
Sur ordre de Mario qui tient le volant, Jo descend dans le trou pour en sonder la profondeur ; dans le même temps, le camion avance derrière lui. Jo trouve une grosse branche qu'il veut déplacer, mais glisse et tombe sur la trajectoire des roues du camion. Mario, obligé d'avancer sous peine de voir le camion immobilisé (ou son chargement exploser en cas de choc), se voit contraint d'écraser la jambe de Jo, qui hurle de douleur. Le camion a réussi à passer. Mario extrait ensuite Jo du bourbier, puis les deux hommes reprennent la route. Mais rapidement, la jambe de Jo se gangrène ; pris de délire, celui-ci meurt dans les bras de Mario.
Épuisé, Mario atteint finalement le but du voyage à la nuit tombée. Le lendemain matin, il perçoit sa prime, augmentée de celle de Jo. Il insiste ensuite pour repartir seul en camion à Las Piedras, afin de déposer l'argent à la banque avant la fin de la journée. Mais, emporté par son enthousiasme et distrait par la radio qui diffuse la valse Le Beau Danube bleu, Mario perd toute prudence. Conduisant en zigzag, il aborde un virage trop vite et perd le contrôle de son véhicule ; il chute alors avec son camion du haut de la falaise à pic et s'écrase en contrebas.
Aucun des quatre chauffeurs n'aura pu revenir vivant de cette mission sans espoir.

## Fiche technique
- Titre : Le Salaire de la peur
- Réalisation : Henri-Georges Clouzot
- Adaptation et dialogues : Henri-Georges Clouzot et Jérôme Geromini (pseudonyme pris à cette occasion par Jean Clouzot, le frère du réalisateur), d'après le roman éponyme de Georges Arnaud
  - Collaboration à l'écriture : René Wheeler
- Musique : Georges Auric
- Décors : René Renoux
- Photographie : Armand Thirard
  - Opérateur : Jean Malige
- Montage : Madeleine Gug, E. Muse et Henri Rust
- Photographe de plateau : Lucienne Chevert
- Production : Raymond Borderie et Henri-Georges Clouzot pour Vera Films, CICC, Filmsonor (France) ; Fono Roma (Italie)
  - Direction de production : Louis Wipf (de)
- Société de distribution : Cinédis
- Pays de production :  Italie,  France
- Langues originales : français, espagnol, anglais, italien, russe
- Genres : drame, aventure, suspense
- Durée : 153 minutes
- Format : noir et blanc - 1,37:1 - 35 mm
- Date de sortie :
  - France : 22 avril 1953
- Affiche : René Ferracci (France)

## Distribution
- Yves Montand : Mario
- Charles Vanel : Jo
- Folco Lulli : Luigi
- Peter van Eyck : Bimba
- Véra Clouzot : Linda
- Luis De Lim : Bernardo
- Jo Dest : Smerloff
- Dario Moreno : Hernández
- William Tubbs : Bill O'Brien
- Antonio Centa : le chef du camp
- Darling Légitimus : Rosa
- Joseph Palau-Fabre : ?

Source : Télérama
Et aussi :
- René Baranger : ?
- Capdeville : cascadeur
- Faustini : ?
- Grégoire Gromoff : ?
- Pat Hurst : ?
- Evelio Larenagas : ?
- Jeronimo Mitchell : Dick
- Ricardo : ?
- Toto Roux : l'homme qui enlève le mouchoir sur la route
- Seguna : ?
- François Valorbe : ?
- Rico Zermano : ?

## Production

### Inspiration
Quand le patron de presse Pierre Lazareff remet à Henri-Georges Clouzot le roman Le Salaire de la peur de Georges Arnaud, Clouzot se rappelle que, lors d'une visite au Brésil d'où son épouse Véra est originaire, il avait constaté que les grands groupes pétroliers volaient sans retenue les ressources naturelles de l'Amérique du Sud. Ainsi lui vint l'idée d'adapter Le Salaire de la peur au cinéma.[réf. souhaitée]

### Choix des interprètes
À l'origine, c'est à Jean Gabin que fut proposé le rôle de Jo mais il refusa, craignant que ce personnage de lâche entachât sa carrière.
Gérard Philipe et Serge Reggiani furent approchés pour le rôle de Mario mais, à l'époque, ils avaient plusieurs projets au cinéma ou au théâtre. Plus tard, Reggiani travaillera pour Clouzot dans le film L'Enfer (1964), mais ce film restera inachevé.
Capdeville était un boxeur nîmois qui a doublé Charles Vanel pour les scènes violentes. Toto Roux était le propriétaire du « Grand Hôtel du Midi » à Nîmes où l'équipe de tournage avait pris ses quartiers.
Mario, le personnage principal joué par Yves Montand, porte le nom de Livi (comme on le voit sur le chèque remis à Mario à la fin du film), en référence au vrai nom de Montand, Ivo Livi.

### Tournage
L'histoire du film se déroulant en Amérique centrale (précisément au Guatemala), Henri-Georges Clouzot désirait à l'origine tourner là-bas. Un voyage à Rio quelque temps plus tôt avait convaincu Yves Montand et Simone Signoret de la misère régnant en Amérique latine. Montand refusa donc d'aller tourner dans cette partie du monde, jugeant cela indécent. Clouzot lui proposa alors de tourner le film en Espagne, ce qu'il refusa par pur dégoût du régime franquiste. Le réalisateur céda et tourna le film dans le sud de la France, en construisant des décors en Camargue et en se servant de la bambouseraie d'Anduze pour sa végétation luxuriante.
Les explosifs étaient fournis par les établissements Rey Frères, explosifs agricoles, rue de Serbie à Nîmes.[réf. souhaitée]
Lors de la scène où Charles Vanel s'immerge dans le mazout, le producteur Louis Wipf (de) pensait que de l'eau teintée ferait l'affaire, mais Clouzot voulait faire vrai. Cet épisode a nécessité plusieurs jours de tournage.[réf. souhaitée]
Le 7e régiment du génie d'Avignon a été sollicité pour fabriquer une portière sur « cinquenelle » afin de faire transporter le matériel sur la rive gauche inaccessible par le plateau nord, et pour construire le ponton situé au-dessus du ravin.
Commencé en 1951, le tournage fut repoussé à la suite de la noyade accidentelle de deux soldats[source insuffisante]. Il reprit en 1952. Alors que toute l'histoire se passe théoriquement sous le chaud soleil de l'Amérique tropicale, la température était plutôt fraîche.[réf. souhaitée]
Les deux noyades furent sans doute les événements les plus tragiques du tournage, mais l'équipe eut à surmonter beaucoup d'autres difficultés :[réf. souhaitée]
- Véra Clouzot tomba malade ;
- Henri-Georges Clouzot se cassa la cheville ;
- les figurants se mirent en grève pour être payés ;
- sous les précipitations, qui durèrent autour de quarante jours, les décors déteignaient, les véhicules s'embourbaient et les grues dégringolaient ;
- les problèmes de trésorerie. Le budget initial était de 102 millions de francs, répartis entre le distributeur Cinédis, le Crédit National et les deux coproducteurs CICC et Vera Films. Les contretemps de juillet à novembre 1951 provoquent un dépassement du budget de 20 millions ; en conséquence, la production décida d'arrêter les frais. Cependant, en juin 1952, Georges Lourau de Filmsonor et l'italien Fono Roma apportèrent des fonds ce qui permit de terminer le tournage. Au total, le film aura coûté 197 millions de francs, soit presque le double de ce qui était prévu.

#### Lieux de tournage
Les lieux de tournage sont les suivants :[réf. souhaitée]
- l'ancien camp de Saliers (sur la commune d'Arles), où 700 tziganes furent internés par le régime de Vichy entre 1942 et 1944. Là, le décorateur René Renoux fit construire le village de Las Piedras avec une usine, un café, une église en béton chaulé, des palmiers en métal, des cactus en plâtre surnommés « cactus baladeurs » parce qu'on les déplaçait selon les lieux de tournage et des flaques d'eau alimentées par des canalisations qui leur amenaient l'eau des marais des environs.
- la bambouseraie de Prafrance (Anduze), pour le tournage de nuit où le camion roule sur la piste en tôle ondulée ;
- en Camargue où des puits et des derricks ont été construits pour le film ;
- la rive gauche du Gardon (43° 56′ 15″ N, 4° 25′ 50″ E) pour le lieu de l'explosion du premier camion ; on a pu, en 2002, lors de la grande crue du Gard, redécouvrir cet endroit, entre l'ancien Hôtel et la source de la Canelle ; en effet, depuis des décennies, trois mètres de sable, d'alluvions et de végétation de la ripisylve recouvraient l'endroit ;
- les virages de la D 979, traversant le camp des Garrigues entre Nîmes et Uzès, pour la scène où Yves Montand zigzague au volant de son camion ;
- la route de la Baume (ancienne D 127) en limite de Poulx (43° 56′ 07″ N, 4° 25′ 50″ E) pour la scène où le camion d'Yves Montand tombe dans la combe[9]. Les débris de celui-ci, recouvert par d'autres, gisaient au fond de la combe jusqu'en 1990[10], montrant les épaves en fond du talweg : châssis, plateau et ridelles qui émergeaient des autres carcasses, ainsi que la cabine, retournée, sur la portière de laquelle on pouvait encore lire le logo de la compagnie pétrolière SOC. Par la suite en 1995, on effectua un nettoyage de la combe pour enlever cinquante carcasses : un hélicoptère hélitreuilla les débris préalablement découpés au chalumeau et à la disqueuse[11]. En 2021, une nouvelle opération  de nettoyage dans la combe de Signore à Poulx permit de remonter d'autres débris du camion.

## Accueil

### Accueil critique
Le Salaire de la peur est salué par la critique internationale lors de sa sortie tout comme ultérieurement.
Lors de la projection du film au Festival de Cannes 1953 le 15 avril, l'acteur Edward G. Robinson, alors membre du jury, déclare : « Je viens de recevoir un génial coup de pied au bas-ventre ».
En 1953, le critique Bosley Crowther du New York Times déclare : « L'excitation [au sujet du film] provient entièrement de la conscience de la nitroglycérine et de sa manipulation délicate et essoufflée. Vous êtes assis là en attendant que la [salle de cinéma] explose »,.
En 1982, la critique américaine Pauline Kael parle du film comme d'un « thriller existentiel — le mélodrame français le plus original et le plus choquant des années [1950]. [...] Quand on peut exploser à tout moment, seul un idiot croit que le personnage détermine le destin. [...] Si ceci n'est pas une parabole de la position de l'homme dans le monde moderne, c'est au moins une illustration de celle-ci [...] La violence [...] est utilisée pour forcer une vision de l'existence humaine »,.
En 1992, le critique Roger Ebert du Chicago Sun-Times déclare au sujet du film que « les séquences prolongées de suspense [...] méritent une place parmi les grandes étendues du cinéma ». Le critique Leonard Maltin, qui donne au film une note de trois étoiles et demi sur quatre, parle d'une « épopée merveilleusement granuleuse et [pleine de] suspense extrême ».
Sur le site agrégateur de critiques Rotten Tomatoes, le film obtient le score de 100 % d'avis favorables, sur la base de 44 critiques collectées et une note moyenne de 8,92/10 ; le consensus du site indique : « Un classique du suspense existentiel, [Le Salaire de la peur] mélange le suspense non stop avec la satire mordante ; son influence se fait encore sentir sur les thrillers d'aujourd'hui ».
En 2010, le film est classé à la neuvième place de la liste des « 100 meilleurs films du cinéma mondial » effectuée par le magazine Empire.

### Censure
Le film est radicalement coupé au montage pour sa sortie aux États-Unis en 1955, perdant environ 35 minutes de sa durée d'origine. Cela comprenait la coupe de plusieurs scènes donnant une image négative de la firme pétrolière américaine fictive « SOC » après que le film a été accusé d'anti-américanisme.

### Box-office
Le film obtient en France un immense succès public avec près de sept millions de spectateurs (6 944 306 entrées), devenant le quatrième film le plus rentable de l'année 1953.
Le film confirme le statut de star de Yves Montand qui, au passage, est remarqué par les réalisateurs et producteurs américains de Hollywood, mais aussi par des producteurs et cinéastes britanniques, italiens, et européens. Charles Vanel est pour sa part déjà très connu, mais il se consacre surtout au cinéma français.

### Distinctions
- Berlinale 1953 : Ours d'or[23]
- Festival de Cannes 1953 : 
  - Grand Prix international [f],[24]
  - prix d'interprétation masculine pour Charles Vanel
- Prix Méliès 1953
- British Academy Film Awards 1955 : meilleur film[25]

## Reprises du film
Voici les reprises (remakes) cinématographiques du Salaire de la peur de Clouzot.
- 1960 (sortie française) : Le Salaire du courage (en) de Howard W. Koch
- 1977 : Le Convoi de la peur (Sorcerer) de William Friedkin, présenté comme une autre adaptation du roman original pour des questions de droits, le générique mentionnant « adapté du roman Le Salaire de la peur de Georges Arnaud ; dédié à Henri-Georges Clouzot »[26].
- 2024 : Le Salaire de la peur de Julien Leclercq, nouvelle adaptation

## Restauration
En 2017, Le Salaire de la peur est restauré en Blu-ray au format 4K par le laboratoire Hiventy, à partir du négatif original nitrate. Le Blu-ray est diffusé par TF1 Vidéo.
Plus de 500 heures de nettoyage ont été nécessaires pour cette restauration (gommage des rayures, scratches et points, effectué manuellement image par image). L'étalonnage a été supervisé par le chef opérateur Guillaume Schiffman, avec pour référence une copie d'exploitation du film tirée de l'année de la sortie originale. La bande sonore est présentée dans sa version originale mono, mélangeant dialogues français, anglais, italiens et espagnols (sous-titrés en français).